# Porte des Degrés
La porte des Degrés est une porte de ville situé à Boulogne-sur-Mer, en France. Construite à l'époque médiévale, elle est un des éléments défensifs des fortifications de Boulogne-sur-Mer.

## Localisation
Le monument est situé dans la vieille ville de Boulogne-sur-Mer, dans le département du Pas-de-Calais, en région des Hauts de France, en France. Sur le tracé du quadrilatère des anciens remparts, la porte est une des quatre portes de ville de l'ancienne ville fortifiée de Boulogne-sur-Mer et est située sur le côté sud-Ouest (à l'est se trouvait la porte Flamengue, au sud, la porte Gayole et au nord la porte des Dunes).

## Histoire
La porte est construite entre 1227 et 1231, en même temps que le reste des fortifications sous l'impulsion de Philippe Hurepel de Clermont, alors comte de Boulogne,. En 1587, le passage de porte ainsi que les corps de garde ont été obstrués par du Bernet, car la porte était devenue un point faible, du fait du développement de l'artillerie, et que l'ensemble avait subi un incendie lors d'assauts contre les remparts. Ces éléments sont finalement déblayés en 1895 et rendus à la circulation.
La porte est classée au titre des monuments historiques par arrêté du 21 juin 1905.

## Architecture
La porte suit un plan de type philippien : deux tours massives en plan en U en saillie sur la muraille entourent un passage de porte. Les tours sont percées d'archères, et certaines ont été transformées en canonnières à une époque inconnue. Le passage de porte est vouté en berceau et paré de briques, possible remaniement au XVIe siècle. À l'origine, les plafonds étaient en bois et le monument était précédé d'un pont-levis à une seule chaîne et muni d'une herse.

## Galerie

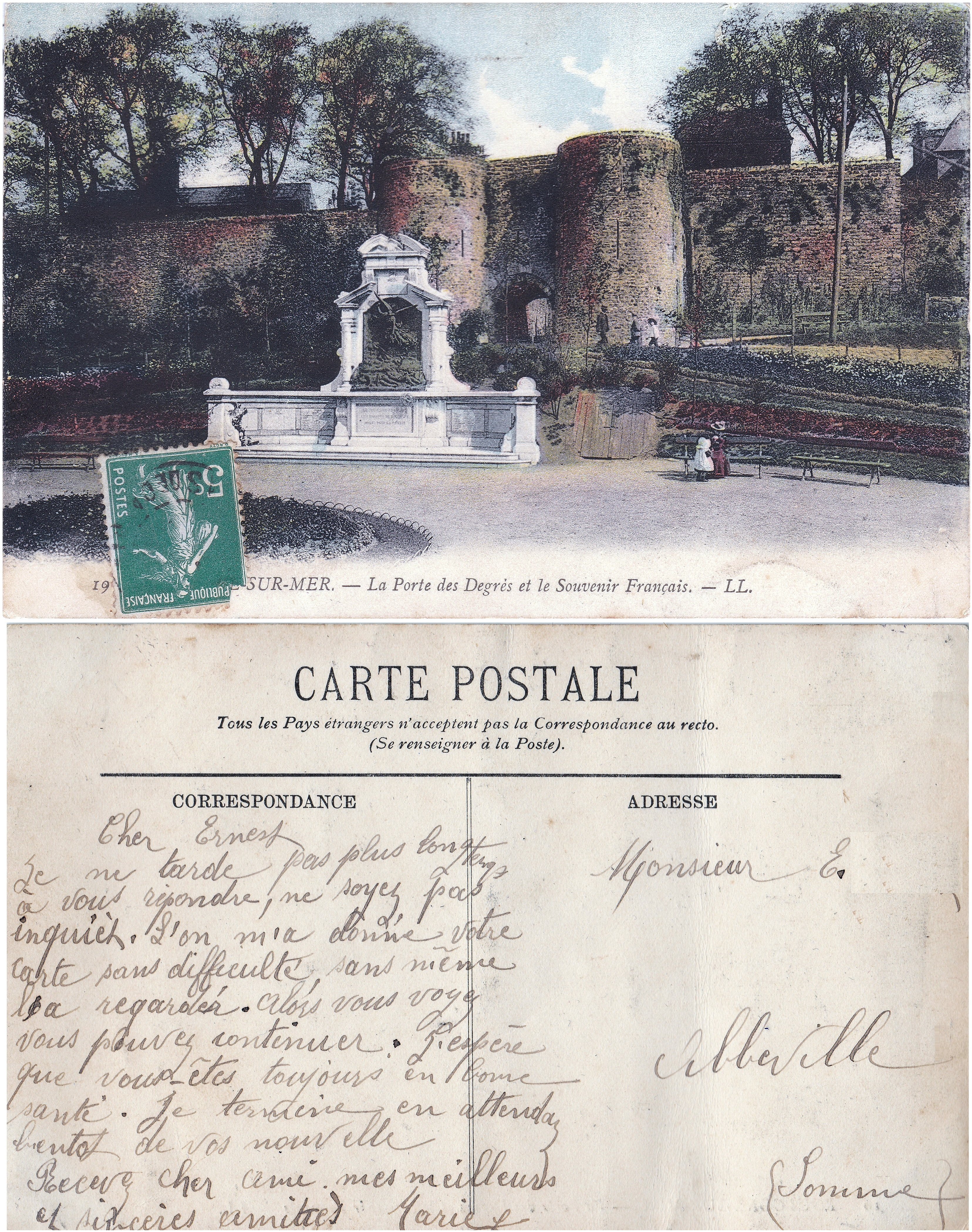
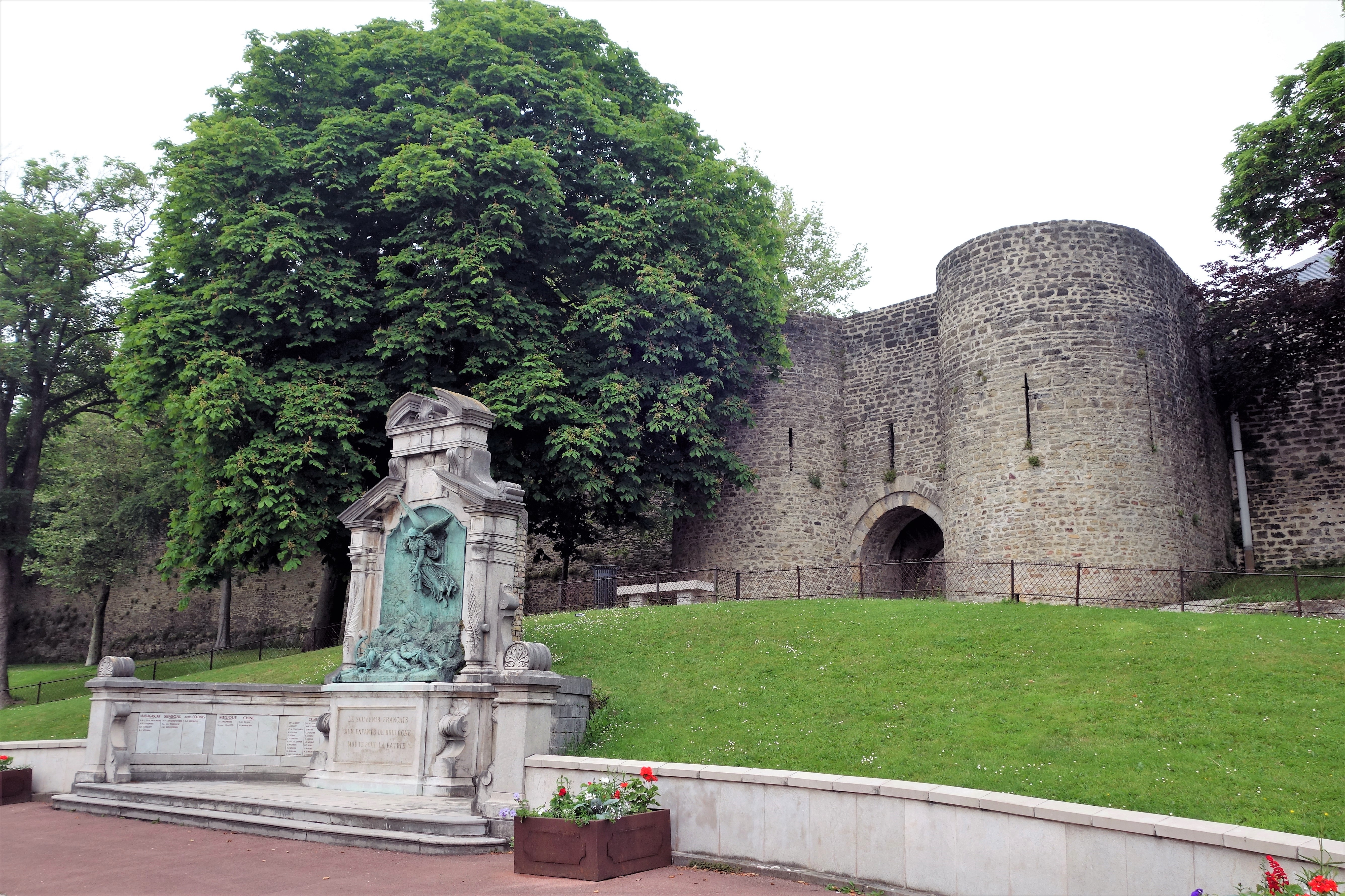
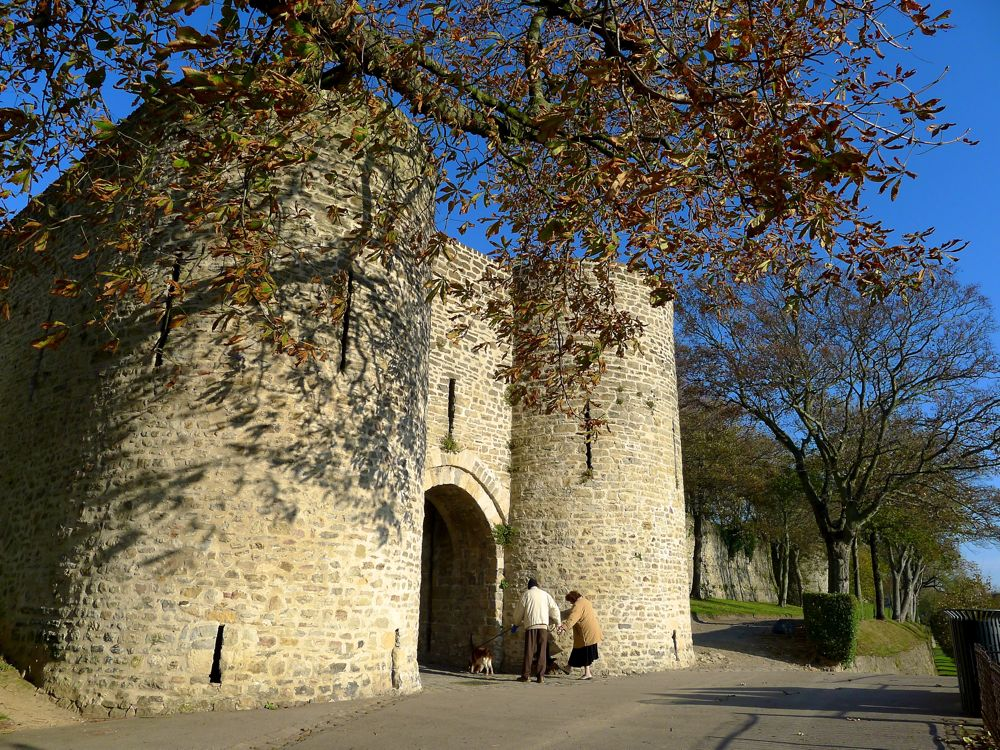